# マイリトルポニー〜虹の終わりの町〜
『マイリトルポニー〜虹の終わりの町〜』（原題: My Little Pony: Rainbow Roadtrip）は2019年にアメリカ合衆国およびアイスランドで制作されたアニメーション映画。『マイリトルポニー』シリーズの第2作。

## 概要
アメリカでは、2019年6月29日にディスカバリーファミリーで放送され、日本では、同年12月13日にディズニー・チャンネルで放送された。また、本作からシーズン3以降の声優が起用されており、本作からの配給もハズブロ・スタジオではなく、オールスパークが担当している。

## キャスト
| 役名                   | 原語版声優                     | 日本語吹き替え |
| ---------------------- | ------------------------------ | -------------- |
| トワイライトスパークル | タラ・ストロング               | 塙真奈美       |
| ピンキーパイ           | アンドリア・リブマン           | みすずりえ     |
| レインボーダッシュ     | アシュリー・ボール             | 和泉忍         |
| アップルジャック       | アシュリー・ボール             | 小川夏実       |
| ラリティ               | タバサ・セント・ジェルマン     | 田端佑佳奈     |
| フラッターシャイ       | アンドリア・リブマン           | 尾崎未來       |
| スパイク               | キャシー・ウェーゼルク         | 小場玲奈       |
| プリンセスセレスティア | ニコール・オリバー             | 幕田有里       |
| プリンセスルナ         | タバサ・セント・ジェルマン     | みすずりえ     |
| サニー・スカイズ市長   | イアン・ハンリン               | ?              |
| ペチュニア・ペタルズ   | ケリー・メッツガー             | ?              |
| トルクレンチ           | ローナ・リース                 | ?              |
| ムーディ・ルート       | テリー・クラッセン             | ?              |
| ケルファッファル       | ラケル・ベルモンテ             | ?              |
| フーフィントン氏       | マイケル・デインガーフィールド | ?              |
| フーフィントン         | ヴィーナ・スード               | ?              |
| 大麦バレル             | サブリナ・ピトレ               | ?              |
| ピクルスバレル         | デビット・A・ケイ              | ?              |